# Gallina de Mos
La Gallina de Mos o Raza Mos es una de las razas de gallina más antiguas de la península ibérica. Originario de Galicia, debe su nombre a la parroquia de San Xiao de Mos (en el municipio de Castro de Rey, provincia de Lugo), ya que fue en esta zona donde se inició el proceso de selección para la recuperación de la raza original.
La característica más destacable es su cresta de guisante, que se caracteriza por ser pequeña y tener tres filas de papilas o puntos. Esta raza se adapta fácilmente a las condiciones climáticas adversas.
Es un ave de formas redondeadas, pecho amplio y gran abundancia de masas musculares en todo el cuerpo, que soporta bien las duras condiciones del invierno. Se le observa una producción de huevos escasa (116 huevos/año), no obstante, aunque de crecimiento lento, es de excelente aptitud cárnica. Se encuentra en peligro de extinción, aunque el número de ejemplares ha aumentado considerablemente en siete años.

## Historia
A principios del siglo XX existía una clara diferencia entre los pollos de la costa y el interior de Galicia (de mayor volumen y peso) y los pollos de montaña (de menor tamaño). En 1935, tras la creación de la Comarca Ganadera de Lugo, el veterinario Blas Martínez Inda inició las labores de recuperación de la Raza Mos adquiriendo huevos en la Terra Chá, publicando ese mismo año el primer patrón de la raza.
En años posteriores se amplió el censo de razas y su venta a criadores interesados. En 1942, el veterinario Juan Rof Codina se involucró en la difusión de la raza mediante la realización de una serie de estudios. Como resultado, se logró aumentar la capacidad de puesta de gallinas de una media de 128 huevos por año (en 1939) a 154. En 1945 se creó la Cátedra de Difusión Ganadera de Galicia, que , con la impartición de clases para las cuatro provincias gallegas, permitió dar a conocer la Raza de Mos (seleccionada ya en ese momento con las mismas características que presenta en la actualidad). Por su parte, la Estación Ganadera de Galicia distribuyó lotes de la raza hasta 1971, año en que desapareció su sección avícola.
En la década de 1960, se realizaron cambios en la avicultura industrializada, lo que llevó al cruce entre razas para una mayor productividad, lo que resultó en una disminución en la cría de la raza Mos que la llevó al borde de la extinción.
A mediados del 2000, la Junta de Galicia incluyó al Pollo Mos en los programas de recuperación de razas ganaderas y se inició el “Programa de Recuperación y Conservación de Razas de Pollo Mos”. Tras la observación de los ejemplares existentes y la consulta de los datos históricos, se redactó un nuevo patrón de la raza y se creó el Registro de ejemplares (publicado en el Diario Oficial de Galicia el 11 de mayo de 2001). Además, a finales de 2001 se crea en el Centro de Recursos Zoogenéticos de Galicia la Unidad de Recuperación Cría de Pollos Mos, con gran cantidad de aves en gallineros ubicados en zonas exteriores, y donde cualquier interesado puede adquirir alguno de estos animales. porque él creyó.

## Características
- Color de la piel y de los tarsos: amarillo.
- Cresta en guisante o triple.
- Plumaje: Brillante, abundante y compacto.
- Huevos: De 50 g mínimo, con la cáscara moreno claro.
- Peso: Gallo de 3,5 a 4 kg – Gallina de 2,5 a 3 kg

## Características generales
El pollo Mos tiene una frente bastante pequeña, una cara roja suave, una cresta de guisante con tres filas de papilas o puntos rojos bien definidos y un pico fuerte y bien curvado. El cuello es delgado y robusto, bastante largo. El pecho es ancho, profundo y prominente, de gran capacidad. Las alas son bastante pequeñas, bien dobladas y ajustadas al cuerpo, y la cola es de tamaño pequeño.
Hay diferencias notables entre el macho y la hembra. Así, el peso de los gallos oscila entre 3,5 y 4 kg mientras que el de las gallinas ronda los 2,5 a 3 kg. La cresta, el mentón y las orejas son más pequeñas en los pollos y la pechuga es menos prominente; al mismo tiempo, las hembras son más redondeadas. El plumaje en ambos sexos es brillante, abundante y compacto, de color púrpura oscuro al cuerpo, siendo el esclavo de color más claro en el caso de los machos y más intenso en las hembras.
Los huevos pesan un mínimo de 50 g, con una cáscara de color marrón claro.
El 16 de enero de 2010 tuvo lugar en la parroquia de San Xiao de Mos, en Castro de Rey, el I Certamen de Degustación y Exposición del Gallo Mos, organizado por el ayuntamiento y la asociación de vecinos de la parroquia.